# Mirohoszcza (przystanek kolejowy)
Mirohoszcza (ukr. Мирогоща, ros. Мирогоща) – przystanek kolejowy w miejscowości Mirohoszcza Druga, w rejonie dubieńskim, w obwodzie rówieńskim, na Ukrainie.